# Dicaeum monticolum
A Dicaeum monticolum a madarak osztályának verébalakúak (Passeriformes) rendjébe és a virágjárófélék (Dicaeidae) családjába tartozó faj.

## Rendszerezése
A fajt Richard Bowdler Sharpe angol ornitológus írta le 1887-ben.

## Előfordulása
Borneó szigetén, Indonézia és Malajzia területén honos. Természetes élőhelyei a szubtrópusi és trópusi síkvidéki és hegyi esőerdők, valamint cserjések. Állandó, nem vonuló faj.

## Megjelenése
Testhossza 8 centiméter.

## Életmódja
Gyümölcsökkel, különösen a fagyönggyel és magvakkal táplálkozik, de pollent, nektárt és rovarokat is fogyaszt.

## Természetvédelmi helyzete
Az elterjedési területe elég nagy, egyedszáma csökken, de még nem éri el a kritikus szintet. A Természetvédelmi Világszövetség Vörös listáján nem fenyegetett fajként szerepel.